# Biatoro
Biatoro ist ein osttimoresischer Ort im Suco Sanirin (Verwaltungsamt Balibo, Gemeinde Bobonaro). Er liegt in einer Meereshöhe von 10 m. Das Dorf dehnt sich beiderseits der Grenze zwischen den Aldeias Subaleco und Palaca aus, entlang der Überlandstraße von Batugade zur Landeshauptstadt Dili aus. Südwestlich befinden sich der Nachbarort Palaca, nordöstlich das Dorf Subaleco.